# Invermoriston House
Invermoriston House ist ein ehemaliges Herrenhaus nahe der schottischen Ortschaft Invermoriston in der Council Area Highland. Sein Gutshof wurde 1971 in die schottischen Denkmallisten in der höchsten Denkmalkategorie A aufgenommen. Die ehemaligen Bedienstetenquartiere sowie ein Gazebo sind jeweils als Kategorie-B-Bauwerke klassifiziert.

## Geschichte

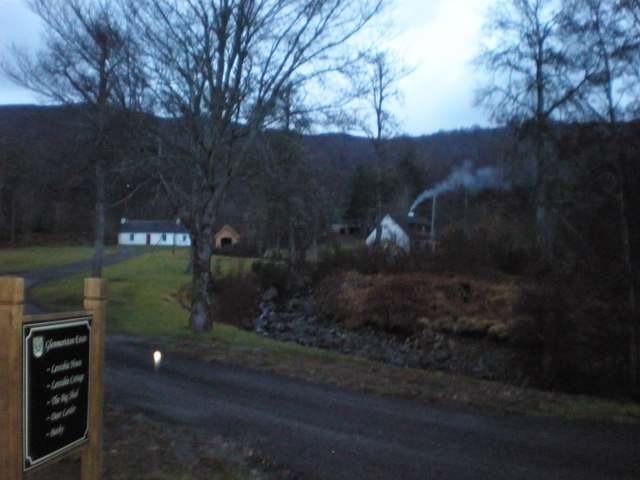
Torzufahrt zu Invermoriston House

Das Anwesen Invermoriston befand sich im Besitz des Clans Grant. Bei dem heutigen Landhaus handelt es sich um das vierte Haus am Standort. Aufgrund seines Engagements auf jakobitischer Seite wurde Laird John Grant, 6. of Glenmoriston infolge des Jakobitenaufstands von 1715 enteignet. Regierungstruppen brannten Invermoriston House in der Folge nieder. Grant konnte das Anwesen später wieder ankaufen und baute daraufhin das zweite Invermoriston House. Er verstarb im November 1736, sodass das Haus zu dieser Zeit bereits bestanden haben muss. Sein einziger Nachfahre Patrick Grant, 7. of Glenmoriston erbte das Anwesen und besaß es zur Zeit des Zweiten Jakobitenaufstands von 1745. Abermals die jakobitische Seite unterstützend, wurden die Grants nach der jakobitischen Niederlage verfolgt. Der Duke of Cumberland entsandte Truppen der MacDonalds, MacLeods und des Lord Loudouns, um sämtliche Häuser des Glen Moriston, einschließlich Invermoriston House, niederzubrennen.
Bis 1798 war Invermoriston House, zu dieser Zeit Sitz von John Grant, 9 of Glenmoriston, neu errichtet worden. Die Pläne lieferte der Architekt Alexander Ross (nicht Alexander Ross, der erst 1834 geboren wurde). Sein Erbe, James Murray Grant, 11. of Glenmoriston, ließ das Herrenhaus in den 1820er Jahren nach Plänen James Gillespie Grahams überarbeiten. Im Jahre 1930 fiel das dritte Invermoriston House einem nicht spezifizierten Unglück zum Opfer. Das heutige vierte Haus wurde 1956 errichtet. Es ist kleiner als sein Vorgänger und weiterhin Sitz der Grant-Lairds.
Im Nachgang des Zweiten Jakobitenaufstands 1745 waren die Grants abermals enteignet worden. Die Kammer für Fabriken und Fischerei erwarb vom Treuhänderausschuss enteigneter Ländereien 1756 einen rund 43 Hektar umfassenden Teil Invermoristons. Zur wirtschaftlichen Entwicklung ließ die Kammer in den 1750er Jahren drei Leinenwebereien in Schottland errichten, von denen eine in Invermoriston entstand. Die Weberei war jedoch ein wirtschaftlicher Misserfolg, weshalb sie 1791 an die Grants verkauft wurde. Die ehemalige Weberei wurde als Gutshof weitergenutzt.

## Beschreibung
Invermoriston House steht wenig hundert Meter östlich von Invermoriston zwischen der A82 und dem Nordwestufer von Loch Ness nahe der Mündung des Moriston.

### Gutshof
Der ehemalige Gutshof steht rund 400 Meter nordöstlich des Herrenhauses. Seine zweigeschossigen Gebäude umschließen einen länglichen Innenhof. Die südexponierte Hauptfassade ist zehn Achsen weit und in zwei Abschnitte gegliedert. Zu beiden Seiten schließen sich kurze eingeschossige Flügel an, welche die außenliegenden Pavillons anschließen. Die Pavillons schließen mit schiefergedeckten Walmdächern, während sämtliche weiteren Gebäude der Gruppen mit Satteldächern ausgeführt sind. Die Fassaden sind mit Harl verputzt, wobei polierte Sandsteineinfassungen abgesetzt sind. Im Obergeschoss sind etwas längere Fenster als im Erdgeschoss eingelassen. Mittig wurde eine auf 1663 datierte Sonnenuhr eingesetzt.

### Bedienstetenquartiere
Die eingeschossigen Bedienstetenquartiere stehen Invermoriston House gegenüber. Sie sind in einen Hang gebaut, sodass rückwärtig auch das Souterrain ein Vollgeschoss mit eigenem Eingang bildet. Ihr Mauerwerk besteht aus Feldstein, der an der Hauptfassade grob behauen und bossiert zu einem Schichtenmauerwerk gereiht ist, während an der rückwärtigen Fassade weniger aufwändig gearbeitet wurde. Die polierten Sandsteineinfassungen und Ecksteine kontrastieren farblich. Die langen Fassaden sind symmetrisch aufgebaut. An der Hauptfassade tritt ein Mittelrisalit heraus. Im Erdgeschoss sind zwölfflächige Sprossenfenster eingesetzt. Das Gebäude schließt mit flachem Walmdach. Der rückwärtige Hof ist über eine Treppe mit gusseisernem Tor zugänglich. Eine balustrierte Brücke führt von dort zu dem ausgemauerten Bedienstetentunnel, der unterhalb der Hauptzufahrt verläuft.

### Gazebo
Der Gazebo steht nahe einem Wasserfall auf einem Felsvorsprung oberhalb des Moriston rund 600 Meter westlich von Invoriston House. Das nonagonale, kleine Gebäude stammt aus dem frühen 19. Jahrhundert. Sein Mauerwerk besteht aus Feldstein und weist noch Reste eines Harl-Putzes auf. Seine drei spitzen, unverglasten Fenster sind bekrönt. Der Gazebo schließt mit einem schiefergedeckten Zeltdach. Eine Fotografie aus dem frühen 20. Jahrhundert zeigt das Gebäude unbedacht. Möglicherweise saß einst ein Reetdach auf. Eine Öffnung an der Ostseite führt ins Innere, das mit einer gerundeten Steinbank ausgeführt ist, welche die zentrale Säule zum Dach trägt. In die Wände sind drei blinde Nischen eingelassen.